# Sentimental'nyj roman
Sentimental'nyj roman (Сентиментальный роман) è un film del 1976 diretto da Igor' Fёdorovič Maslennikov.

## Trama
1920s. La Russia viveva in linea con la rivoluzione "pacifica": una giovane vita ribolliva, non conoscendo fatica e compromessi. Il giovane giornalista Šura Sevast'janov, che improvvisamente incontrò il suo amore, visse altrettanto avidamente.